# Rušilci razreda Fregat
Razred Fregat (rusko Проект 1155 Фрегат, Projekt 1155 Fregat – fregata) je razred protipodmorniških raketnih rušilcev Sovjetske in Ruske vojne mornarice. V 80. letih 20. stoletja so bili ti rušilci najzmogljivejše platforme za protipodmorniško bojevanje na svetu, z zelo zmogljivim aktivnim sonarjem in bogato oborožitvijo.

## Zgodovina
Razvoj se je začel v Severnem projektno-konstruktorskem biroju leta 1972 pod vodstvom glavnih konstruktorjev Nikolaja Pavloviča Soboljeva in Vasilija Pavloviča Mišina. Za razliko od Ameriške vojne mornarice, ki je v 70. letih gradila razred rušilcev Spruance, je Sovjetska zveza presodila, da bi bila gradnja enega razreda univerzalnih rušilcev predraga. Namenila se je graditi dva specializirana razreda protiladijskih rušilcev Sarič in protipodmorniških rušilcev Fregat po formuli 1+1>2 oz. par sovjetskih ima premoč nad dvema ameriškima rušilcema.
Razred ima močno protipodmorniško oborožitev: osem protipodmorniških izstrelkov Metel, osem 533 mm torpednih cevi in dva raketometa protipodmorniških raket RBU-6000. Poleg tega nosi dva protipodmorniška helikopterja Ka-27 (v primerjavi z enim na večjih križarkah razreda Atlant). Poleg tega ima tudi 64 izstrelkov za zračno obrambo kratkega dosega Kinžal in štiri protiletalske topove AK-630, za protiladijsko in kopensko bojevanje pa ima dva 100 mm topova.
Pozneje je bil pod vodstvom konstruktorja Vasilija Pavloviča Mišina razvit izboljšan razred Fregat-M (projekt 1155.1). Ta nosi univerzalnejši nabor orožja, ki vključuje tudi protiladijske rakete P-270 Moskit. V okviru izboljšanega razreda je bila zgrajena ena ladja, Admiral Čabanenko, ki jo poganjajo sodobnejše plinske turbine in ima integriran sistem nadzora ognja zračne obrambe ter več digitalnih elektronskih sistemov na najsodobnejšem vezju. 
Ladje razreda Fregat so opremljene z aktivnim sonarjem MGK-355 Polinom, ki oddaja zvok na nizkih in srednjih frekvencah v poljubni smeri in tako z dolgotrajnimi signali locira podmornice v bližini. Razred Fregat-M ima nameščen izboljšan sonar Zvezda M-2 z dosegom več kot 62 navtičnih milj (100 km), ki naj bi bil po trditvah njegovih konstruktorjev po zmogljivosti enakovreden sonarju AN/SQS-53 na ameriških rušilcih. Sonarja Polinom in Zvezda ponujata tudi možnost opozarjanja na približujoče se torpede.
Leta 2015 je Rusija napovedala, da bo zaradi počasne gradnje novih fregat razreda Admiral Gorškov začela modernizacijo rušilcev razreda Fregat. Med letoma 2016 in 2021 je bila modernizirana prva ladja, Maršal Šapošnikov, med letoma 2020 in 2024 pa poteka modernizacija ladje Admiral Vinogradov. Modernizirane ladje so opremljene s sodobno elektronsko opremo in izstrelki 3M-54 Kalibr, P-800 Oniks, 3M-22 Cirkon, 91-R1 Otvet in H-35 Uran.  
Za šibko točko razreda se je izkazala nizka kakovost jekla, iz katerega so bile ladje grajene. Težava je bila pri različnih ladjah različno močno izražena, vendar je v nekatere ladje, kot je bil Admiral Harlamov, zelo zatekala voda.
Leta 2008 je postal Admiral Čabanenko prva ruska/sovjetska ladja, ki je prečkala Panamski prekop po drugi svetovni vojni.
Julija 2022 so Admiral Tribuc, Varjag in vohunska ladja Vasilij Tatiščev postale prve ruske vojne ladje v Jadranskem morju po koncu hladne vojne. Konec julija je Admiral Tribuc deloval pri Šibeniku, Vasilij Tatiščev pri Palagruži, Varjag pri Draču, poleg tega pa je bila v bližini Otrantskih vrat tudi fregata Admiral Grigorovič. Ker je bila v tem času v Jadranskem morju tudi ameriška letalonosilka Truman, so se v medijih pojavila ugibanja, da ruske ladje simulirajo blokiranje ameriške letalonosilke v Jadransko morje.

## Enote
| Ime                  | Ime po                            | Gredelj položen  | Splavljena        | Predana            | Stanje                                 |               |
| Razred Fregat        | Razred Fregat                     | Razred Fregat    | Razred Fregat     | Razred Fregat      | Razred Fregat                          | Razred Fregat |
| -------------------- | --------------------------------- | ---------------- | ----------------- | ------------------ | -------------------------------------- | ------------- |
| Udaloj               | Hrabri                            | 23. julij 1977   | 5. februar 1980   | 31. december 1980  | Upokojena 1997, razrezana 2002         |               |
| Vice-admiral Kulakov | Nikolaj Mihajlovič Kulakov        | 4. november 1977 | 16. maj 1980      | 29. december 1981  | Aktivna v Severni floti                |               |
| Maršal Vasiljevski   | Aleksander Mihajlovič Vasiljevski | 22. april 1979   | 29. december 1981 | 8. december 1983   | Upokojena                              |               |
| Admiral Zaharov      | Mihail Nikolajevič Zaharov        | 16. oktober 1981 | 4. november 1982  | 30. december 1983  | Razrezana                              |               |
| Admiral Spiridonov   | Emil Nikolajevič Spiridonov       | 11. april 1982   | 28. april 1984    | 30. december 1984  | Upokojena 2001                         |               |
| Admiral Tribuc       | Vladimir Filipovič Tribuc         | 19. april 1980   | 26. marec 1983    | 30. december 1985  | Aktivna v Tihooceanski floti           |               |
| Maršal Šapošnikov    | Boris Mihajlovič Šapošnikov       | 25. maj 1983     | 27. december 1984 | 30. december 1985  | Aktivna v Tihooceanski floti           |               |
| Severomorsk          | Severomorsk                       | 12. junij 1984   | 24. december 1985 | 30. december 1987  | Aktivna v Severni floti                |               |
| Admiral Levčenko     | Gordej Ivanovič Levčenko          | 27. januar 1982  | 21. februar 1985  | 30. september 1988 | Aktivna, Severna flota                 |               |
| Admiral Vinogradov   | Nikolaj Ignatjevič Vinogradov     | 5. februar 1986  | 4. junij 1987     | 30. december 1988  | V modernizaciji, Tihooceanska flota    |               |
| Admiral Harlamov     | Nikolaj Mihajlovič Harlamov       | 8. julij 1986    | 29. junij 1988    | 30. december 1989  | Upokojena 2020                         |               |
| Admiral Panteljejev  | Jurij Aleksandrovič Panteljejev   | 28. januar 1988  | 7. februar 1990   | 19. december 1991  | Aktivna v Tihooceanski floti           |               |
| Razred Fregat-M      |                                   |                  |                   |                    |                                        |               |
| Admiral Čabanenko    | Andrej Trofimovič Čabanenko       | 28. februar 1989 | 16. junij 1994    | 28. januar 1999    | V modernizaciji do 2023, Severna flota |               |
| Admiral Basisti      | Nikolaj Jefremovič Basisti        | 1991             |                   |                    | Razrezana 1994                         |               |
| Admiral Kučerov      | Stepan Grigorjevič Kučerov        | 1991             | Razrezana 1993    |                    |                                        |               |